# Tamás Kancsal
Tamás Kancsal (n. 17 noiembrie 1951, Budapesta, Republica Populară Ungară) este un sportiv ce a reprezentat Ungaria, medaliat olimpic. A participat la o ediție a Jocurilor Olimpice (1976) în care a câștigat o medalie de bronz.

## Participări
Lista de mai jos prezintă principalele competiții la care a participat Tamás Kancsal de-a lungul carierei.
- modern pentathlon at the 1976 Summer Olympics[*]